# LDS Conference Center

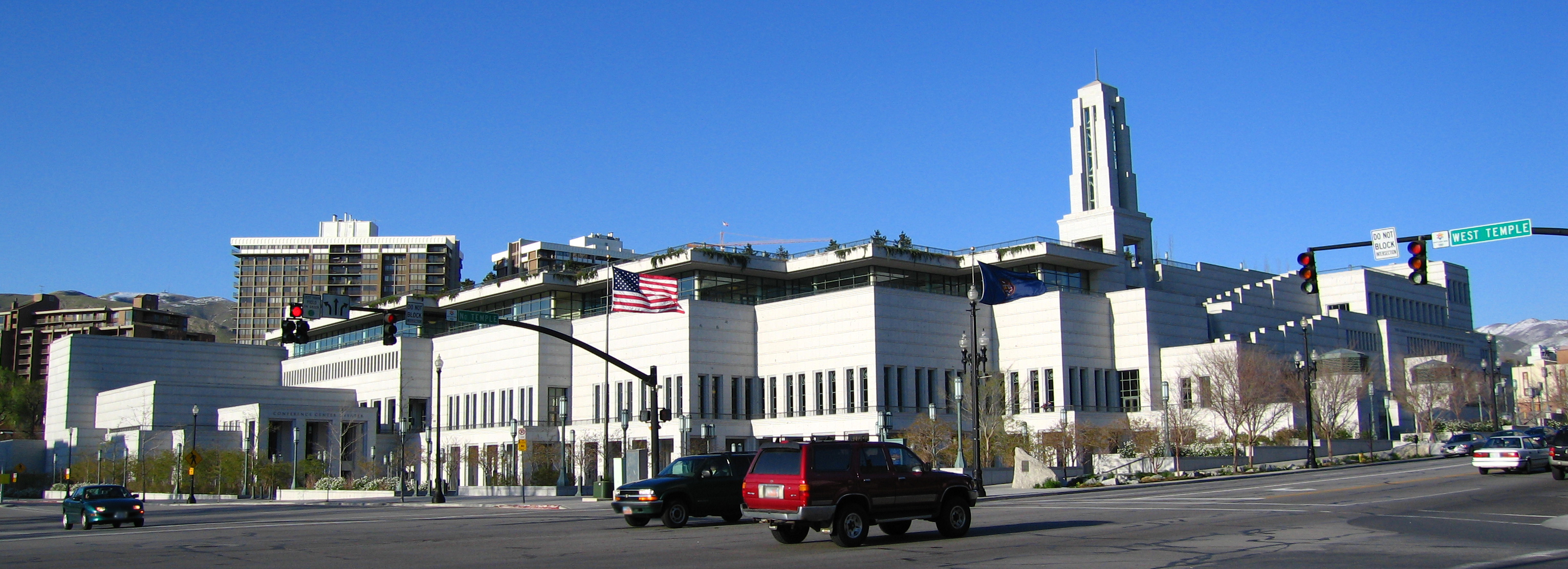
LDS Conference Center

LDS Conference Center je budova v Salt Lake City ve státě Utah. Jedná se o velké shromažďovací místo Církve Ježíše Krista Svatých posledních dnů. Jde o velký komplex, obsahující auditorium, divadlo i parkoviště. Stavba byla dokončena v roce 2000.